# Левобережная линия Киевского скоростного трамвая
Левобере́жная ли́ния Ки́евского скоростно́го трамва́я расположена на левом берегу города Киева. Открыта 26 мая 2000 года. На линии пролегают трамвайные маршруты № 4 и № 5.

## История

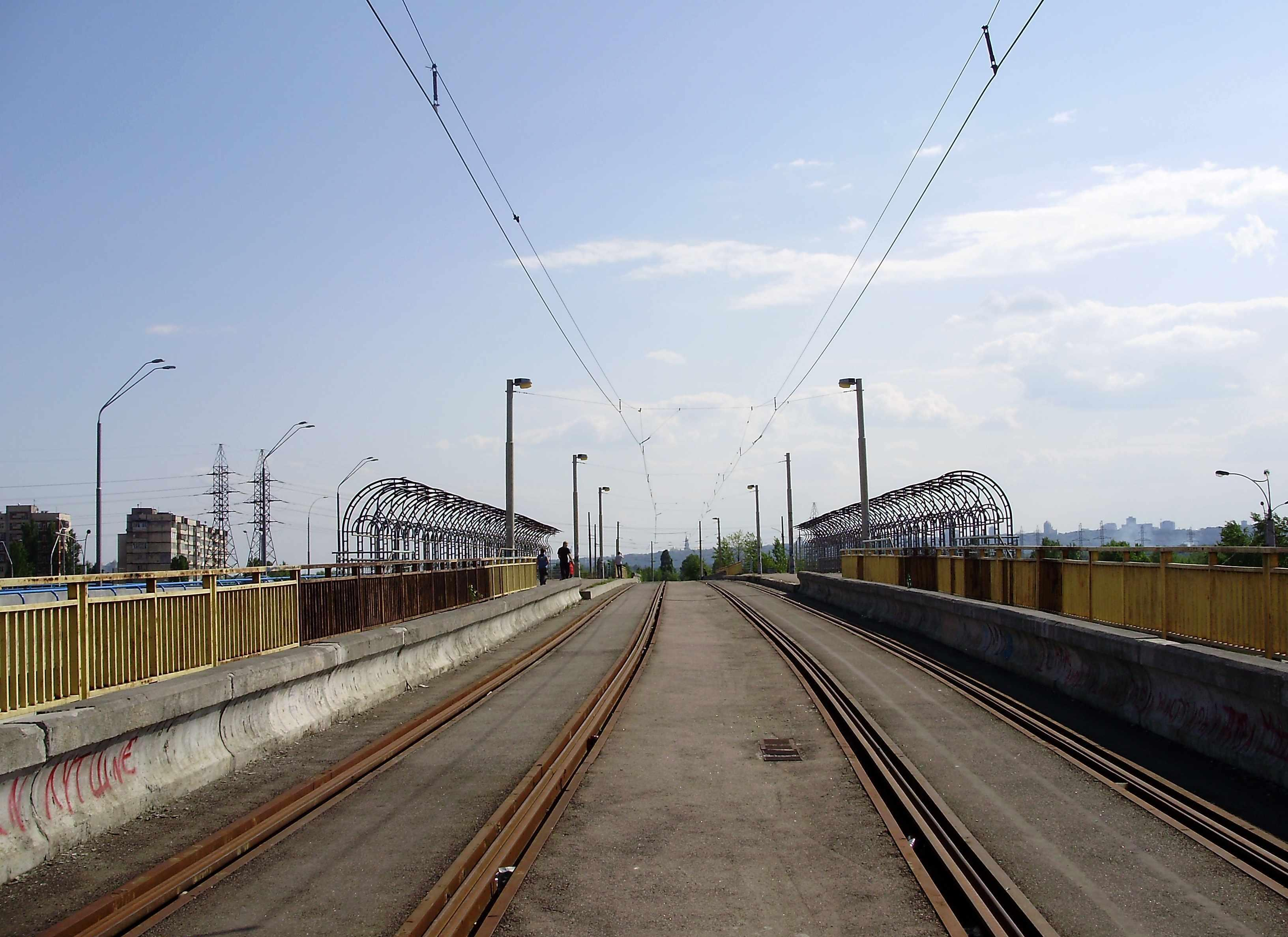
Панорама станции Романа Шухевича

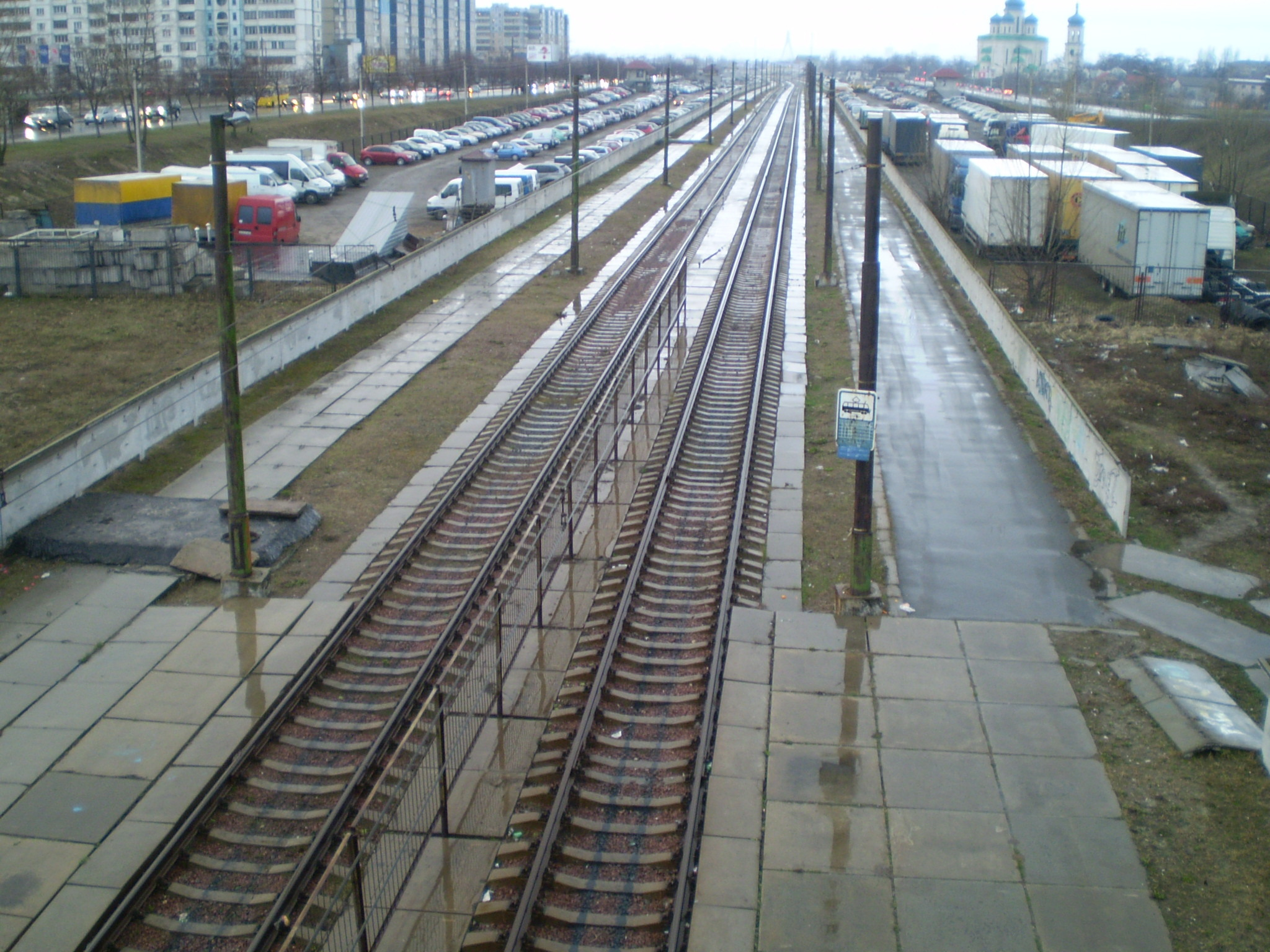
Панорама второй линии скоростного трамвая на Троещине

На месте линии в 1970-80-х годах планировалось строительство Приднепровской линии Киевского метрополитена. Сначала планировалось, что она соединит жилые массивы левобережья от Вигуривщины-Троещины до Позняков, будет иметь пересадки на железнодорожные станции Городня, Киев-Днепровский. Также планировалась пересадка на станцию метро «Левобережная» Святошинско-Броварской линии Киевского метрополитена и станцию «Позняки» Сырецко-Печерской линии.
Строительство началось в 1993 году. Возле современной станции Каштановая на Троещине был создан штаб строительства и завезены рельсы. Укладка рельсов осуществлялась строительной компанией «Югозаптрансстрой». Сооружение линии скоростного трамвая предусматривало строительство транспортных мостов. Из них три (находящиеся соответственно над станциями «Теодора Драйзера», «Сабурова» и «Марины Цветаевой») по проекту должны были быть идентичными. Быстрее всего был построен мост возле станции «Сабурова». Он был открыт для пешеходов и автотранспорта в 1995 году. Остальные мосты достраивались крайне медленно. Все мосты имеют 6 полос для движения автотранспорта (по 3 в каждом направлении) и 2 дорожки для пешеходов. Мост возле станции «Каштановая» отличается от трёх других тем, что является исключительно пешеходным, и, соответственно, более узким. Последним был построен мост, непосредственно на котором расположена станция «Генерала Ватутина». Позже рядом также был построен дополнительный мост для выезда с проспекта Романа Шухевича на улицу Оноре де Бальзака.
В 1999 году Киевской городской администрацией было дано распоряжение достроить линию ко Дню Киева в 2000 году. Достроить линию до станции метро «Левобережная» вовремя не удалось (на тот момент строительные работы даже на Троещине ещё не были завершены, не был построен мост над проспектом Романа Шухевича), позже было принято решение о сокращении пускового участка почти в два раза, от станции «Милославская» до станции «Генерала Ватутина». Линия была открыта в День Киева, 26 мая 2000 года. Сооружение запланированного участка до станции метро «Левобережная» так и не было начато.
Трамвай, следовавший линией, получил номер 2. С 1 августа того же года маршрут был продлён до остановки обычного нескоростного трамвая «ул. Сабурова». По старому маршруту определенное время еще курсировал трамвай 2-к (короткий). По этой линии трамваи курсировали только до 18 часов, а в выходные — до 15 часов, при этом интервал движения трамваев достигал полчаса и больше.
Маршрут был убыточным и ненужным, потому что пролегал в пределах одного массива, поэтому 1 января 2009 года он был закрыт. Изначально планировалось, что в будущем, вместо Левобережного скоростного трамвая, на его месте проляжет Левобережная линия Киевского метро. В 2010 году городские власти решили отложить строительство метро и продолжить трамвайную линию до станции городской электрички, однако осуществлению этих планов мешал водозабор, три водоводы и гаражный кооператив. Поэтому длительное время работы продвигались довольно медленно, и в конце концов было решено трамвайную линию до платформы «Троещина» не строить, а создать новый пересадочный узел с трамвая на городскую электричку. Лишь в начале 2012 года было разобрано разворотное кольцо за станцией «проспект Ватутина» и началась прокладка путей до новой железнодорожной платформы, строительство которой началось одновременно с продлением трамвайной линии.
24 октября 2012 года после проведенной реконструкции пассажирское движение по линии было возобновлено, линия была продлена до новой остановки городской электрички. Были запущены два маршрута — № 4, который стал чисто скоростным и пролегает только от улицы Оноре де Бальзака до станции «Милославская» и № 5, курсирующий по улицам Оноре де Бальзака, Милославской и Николая Закревского до остановки «Улица Сабурова», которая расположена на пересечении улиц Сабурова и Николая Закревского. Из трамваев маршрута № 5 возможно пересесть на трамваи № 28, 33 и 35.
В межпиковое время, когда городская электричка не работает, трамваи курсируют только до станции «Романа Шухевича», где пассажиры могут пересесть на рейсовые троллейбусные маршруты № 29, 30, 31, 47.

## Инфраструктура
По состоянию на начало 2015 года Левобережная линия скоростного трамвая насчитывает 7 станций и недостроенный пункт технического обслуживания. Она полностью отделена от проезжей части (отгорожена забором), что делает невозможным препятствия на пути вагонов, то есть полностью соответствует стандартам скоростного трамвая и пригодна к эксплуатации.
На всех станциях линии установлены специальные турникеты для оплаты проезда. В трамвае маршрута № 5, который также курсирует по нескоростному участку пути, установлены специальные электронные компостеры.

## Ссылка
- Сайт, посвященный левобережном скоростном трамвая  (рус.)(рус.)
- Київський швидкісний трамвай на сайті «Горэлектротранс». Архивировано 11 января 2013 года. (рус.)
- Киев на сайте «Городской электротранспорт»  (укр.)(укр.)  (рус.)(рус.)  (бел.)(белор.)  (англ.)(англ.)
- Схема левобережной линии скоростного трамвая и место ее примыкания к городской электрички
- Троещина: метро или трамвай